# 김일윤
김일윤(金一潤, 1938년 12월 17일 ~ )은 대한민국의 정치인이다. 제12·13·15·16·18대 국회의원을 지냈다. 종교는 천주교이며, 세례명은 베드로이다.

## 학력
- 박달초등학교 졸업
- 문화중학교 졸업
- 경주고등학교 졸업
- 한국외국어대학교 영어학과 졸업
- 동국대학교 대학원 경제학 석사
- 연세대학교 교육대학원 교육학 석사
- 중앙대학교 대학원 경영학과 경영학 박사

### 명예 박사 학위
- 러시아 하바로프스크 대학교 명예 정치학 박사

## 경력
- 제12,13,15,16,18대 국회의원(5선)
- 학교법인 경흥학원 설립
- 학교법인 원석학원 설립
- 서라벌대학 설립
- 신라고등학교 설립
- 유네스코 한국위원회 위원
- 중앙대학교 겸임교수
- 인하대학교 겸임교수
- 동국대학교 겸임교수
- 경주대학교 설립, 총장
- 경주 YMCA 이사장
- 국제라이온스협회 354-A지구 총재
- 한·브라질 국회의원 친선협회 회장
- 한·일 국회의원연맹 경제·과학분과위 위원장
- 새누리당 전임위원
- 대한민국헌정회 부회장
- 대한민국헌정회 회장
- 대한민국헌정회 헌정장례위원회 위원장
- 신경주대학교 총장
- 제21대 대통령 선거 국민의힘 김문수 대통령 후보 자문 및 보좌 기관 상임고문역

## 저서
- 고속철아 내 무덤을 밟고 가라 (2003년 12월)
- 에밀레종은 울고 있다 (2020년 1월)

## 가족 관계
- 부 : 김영관
- 모 : 전분남
- 배우자 : 이순자 (1948년 ~ )

## 역대 선거 결과
|  | 29.86% |

|  | 39.28% |

|  | 32.74% |

|  | 48.13% |

|  | 22.92% |

|  | 47.22% |

|  | 0% |

|  | 8.93% |